# マルコ・カプアーノ
マルコ・カプアーノ（Marco Capuano, 1991年10月14日 - ）は、イタリア・アブルッツォ州ペスカーラ出身のサッカー選手。フロジノーネ・カルチョ所属。ポジションはDF。

## 経歴
ペスカーラ・カルチョのユースチームでキャリアをスタートさせ、2010年にプロデビューを果たした。2011-12シーズンにはセリエB優勝を経験した。2014年8月6日、カリアリ・カルチョに期限付き移籍した。翌年2月1日、カリアリに完全移籍することが決定した。

## 代表歴
イタリア代表としてU-21代表でプレーしている。

## タイトル
クラブ
ペスカーラ
- セリエB 2011-12